# Flughafen Útila

i8
i11
i13
Der Flughafen Útila (spanisch: Aeropuerto de Útila, IATA-Code: UII, ICAO-Code: MHUT) ist der Verkehrsflughafen der honduranischen Insel Útila, die zur Inselgruppe Islas de la Bahía gehört und 36 km (19,44 NM) vom Festland entfernt liegt. Am Flughafen starten und landen regionale sowie internationale Flüge.

## Lage
Der Flughafen befindet sich am Rand der Insel, etwa 1,6 km vom Inselhauptort Útila entfernt, der Anflugkorridor im Nordosten befindet sich über dem Ozean.

## Infrastruktur
600 m südlich der Start- und Landebahn befindet sich das Drehfunkfeuer UII. Ein weiteres Drehfunkfeuer mit der Kennung BTO befindet sich in einer Entfernung von 41,9 km (22,62 NM) auf dem honduranischen Festland.

## Fluggesellschaften und Ziele
Von Útila aus werden im Linienbetrieb die honduranischen Flughäfen La Ceiba, Roatán und San Pedro Sula angeflogen.
Zusätzlich werden auch Privat- und Charterflüge durchgeführt.

## Zwischenfälle
- Am 28. Mai 1980 wurde eine Douglas C-47 der SAHSA (Luftfahrzeugkennzeichen HR-SAC) irreparabel beschädigt, als das bereits ausgefahrene Fahrwerk mit einem Gebäude kollidierte, woraufhin das Flugzeug auf den Boden traf.[2]
- Am 4. April 1990 stürzte eine De Havilland DHC-6 Twin Otter der Isleña Airlines (HR-ALH) 175 Fuß vor der Landebahn ins Wasser, nachdem die Besatzung durch die Sonne geblendet worden war. Alle zwanzig Menschen an Bord überlebten den Unfall.[3]
- Am 10. Mai 2009 ging einer BAe Jetstream 32 (YV1467) auf einem illegalen Flug der Treibstoff aus, woraufhin das Flugzeug kurz vor der Landebahn abstürzte. Eine der drei Personen an Bord wurde bei dem Aufprall getötet.[4]